# Mausoleum der Attilier

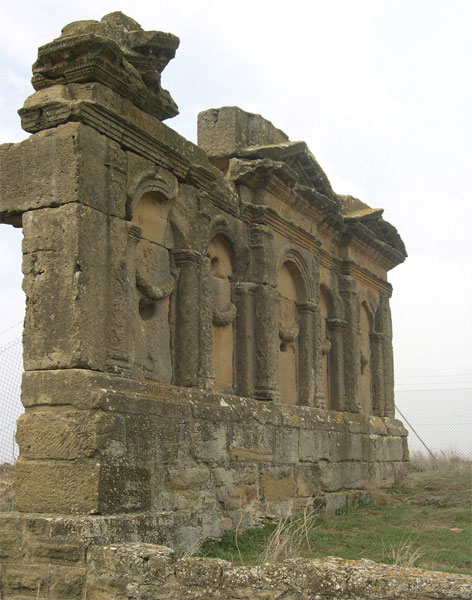
Nordseite des Mausoleums

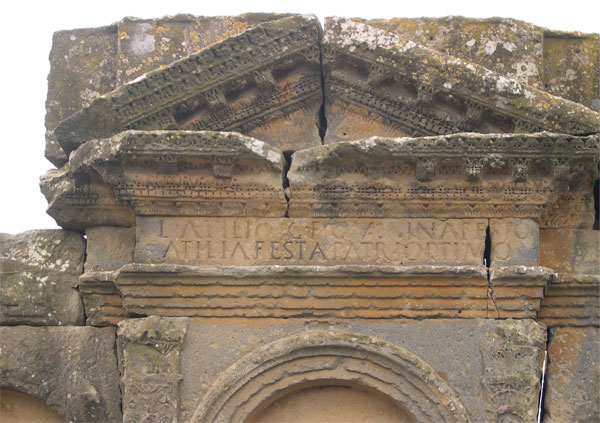
Inschrift

Das Mausoleum der Attilier in Sádaba, einer Gemeinde in der Provinz Saragossa der Autonomen Region Aragonien (Spanien), ist ein römisches Mausoleum aus dem 1. Jahrhundert n. Chr. Das Grabmonument ist ein geschütztes Baudenkmal (Bien de Interés Cultural). 

## Lage
Das Mausoleum lag an der ehemals stark frequentierten römischen Landstraße von Tarragona nach Pamplona und stellt eine Repräsentationsarchitektur dar. 

## Beschreibung
Das Mausoleum der Attilier aus der frühen Kaiserzeit ist Teil eines Grabbezirks. Es besitzt über einer Sockelzone eine Reihe von fünf Bogennischen, die durch eine verkröpfte Pilasterarchitektur mit Giebelabschluss gegliedert ist. Ein Kyma bildet den oberen Abschluss. Diese Front ist mit Girlanden und Emblemen geschmückt. Das 9,20 Meter lange und 4,72 Meter hohe Mausoleum ist aus regionalem Sandstein gefertigt. In den beiden äußeren Nischen hat sich eine fünfzackige Blütendekoration erhalten. In der Mittelnische ist eine Medusa und in den Nebennischen ein Adler und eine taenienbefestigte Spitzhacke zu sehen.

## Inschrift
In der Gebälkzone der Hauptnischen befinden sich folgende drei lateinische Inschriften:
C(aio) Atilio L(uci) f(ilio) Quirina Geniali
Atilia Festa avo
L(ucio) Atilio C(ai) f(ilio) Quirina Festo
Atilia Festa patri optimo
Atilia L(uci) f(ilia) Festa et sibi
se viva fecit
Übersetzung: „Für Gaius Atilius Genialis, Sohn des Lucius, aus der Tribus Quirina, ihren Großvater, (ließ dieses Grab errichten) Atilia Festa.“
„Für Lucius Atilius Festus, Sohn des Gaius, aus der Tribus Quirina, ihren besten Vater, (ließ dieses Grab errichten) Atilia Festa.“
„Atilia Festa, Tochter des Lucius, (ließ dieses Grab errichten) auch für sich zu ihren Lebzeiten.“